# Mery Zamora
Mery Segunda Zamora García (Portoviejo, 19 de abril de 1972) es una dirigente sindical, maestra y política ecuatoriana destacada por haber sido presidenta de la Unión Nacional de Educadores (UNE) entre los años 2007 y 2010, tiempo durante el cual empezó el gobierno de Rafael Correa convirtiéndose en pocos años en opositora de este gobierno.

## Biografía
Nacida en Portoviejo, capital de la provincia ecuatoriana de Manabí. Cursó sus estudios primarios en la Escuela Fiscal Mixta Amalia Zevallos N.- 14. Más tarde la secundaria en el Colegio Nacional Mixto 18 De Octubre y Colegio 23 de Octubre. En el Instituto Normal Superior 23 De Octubre obtuvo el título de profesora en Educación Básica.

### Actividad Sindical
Durante sus tiempos de estudio fue dirigente estudiantil siendo presidenta del Consejo Estudiantil del Colegio 18 de Octubre, en 1987, y del Consejo Estudiantil del Colegio 23 de Octubre, en 1990.
En el año 1995 funda y preside el Frente de Lucha por el Ingreso al Magisterio (FLIM). Se integra a la Confederación de Mujeres por el Cambio en 1996. Fue subdirectora provincial del Frente Político Vanguardia del Magisterio, en el 2000; secretaría de Comunicaciones de la Unión Nacional de Educadores (UNE) en Manabí durante el período de 2000 al 2004 para luego ser presidenta provincial de la organización en el período de 2004 al 2007. En el año 2007 toma el cargo de presidenta nacional de la UNE.

### Actividad Política
Desde la presidencia de la UNE, uno de los mayores sindicatos del país, inició con la oposición de este gremio a las medidas educativas del régimen de Rafael Correa entre las que se encontraba la evaluación a los docentes.  
A raíz de los acontecimientos del 30 de septiembre fue acusada de terrorismo y sabotaje, luego de unas supuestas pruebas en un video grabado por celular presentado en el enlace ciudadano. Para el 12 de junio de 2013 el Décimo Tribunal de Garantías Penales del Guayas declaró a Zamora culpable del delito tipificado, pero el 27 de mayo de 2014 la apelación de esta fue aceptada por 3 jueces de la Corte Nacional de Justicia, quienes serán destituidos de sus cargos. El 10 de febrero de 2015 el caso contra Zamora termina.
Dentro del antiguo Movimiento Popular Democrático (MPD), fue la asambleísta alterna de Jorge Escala durante el periodo de 2008 al 2013, llegando a presentarse en la Asamblea en algunas ocasiones. En agosto de 2011, mientras seguía enfrentando el proceso penal en su contra en Guayaquil, fue elegida como directora provincial del MPD en Manabí y más tarde en octubre primera subdirectora de la organización. En las elecciones de 2014 participó por la alcaldía de Portoviejo obteniendo el cuarto lugar sobre el candidato del Movimiento CREO. 
El 27 de septiembre del 2014 fue designada primera subdirectora del Movimiento Unidad Popular, surgido tras la disolución del MPD. Siendo para las elecciones legislativas del 2017 puesta como candidata a la Asamblea Nacional por el distrito sur de Manabí. En el 2019 fue candidata a la alcaldía de la ciudad de Portoviejo. 

## Sucesión
| Predecesor: Jorge Escala                                      | Presidenta de la Unión Nacional de Educadores 2007 - 2010                                                        | Sucesor: Mariana Pallasco                                 |
| Predecesor: Geovanni Atarihuana                               | Primera Subdirectora Nacional del Movimiento Popular Democrático 4 de octubre de 2011 - 27 de septiembre de 2014 | Sucesor: Ella Misma (Primera Subdirectora Nacional de UP) |
| Predecesor: Ella Misma (Primera Subdirectora Nacional de MPD) | Primera Subdirectora Nacional del Movimiento Unidad Popular 27 de septiembre de 2014 - Actualidad                | Sucesor: En el cargo                                      |